# Мігель Окелі Бустільйо
Мігель Окелі Бустільйо (1856–1938) — тимчасовий президент Гондурасу упродовж двох місяців (як Голова Тимчасової урядової хунти) 1907 року.

## Кар'єра
Окелі прийшов до влади в результаті перевороту проти чинного президента, який підтримав Хосе Сантос Селайя та уряд Нікарагуа. Ця акція привернула увагу Сполучених штатів. Американські війська висадились в Пуерто-Кортесі для захисту американських бананових компаній. Такий ланцюг подій мав наслідком Центральноамериканську мирну конференцію 1907 року.